# Sant'Apollinare
Sant'Apollinare est une commune de la province de Frosinone dans la région de Latium en Italie.

## Administration
| Période                                  | Période | Identité         | Étiquette | Qualité |
| ---------------------------------------- | ------- | ---------------- | --------- | ------- |
|                                          |         | Enzo Scittarelli |           |         |
| Les données manquantes sont à compléter. |         |                  |           |         |

### Communes limitrophes
Cassino, Pignataro Interamna, Rocca d'Evandro (CE), San Giorgio a Liri, Sant'Ambrogio sul Garigliano, Sant'Andrea del Garigliano, Vallemaio